# بريان شو
بريان شو (بالإنجليزية: Bryan Shaw)‏ هو لاعب كرة قاعدة أمريكي، ولد في 8 نوفمبر 1987 في ليفيرموري في الولايات المتحدة.

## وصلات خارجية
- بريان شو على موقع دوري كرة القاعدة الرئيسي (الإنجليزية)
- بريان شو على موقعبيزبول رفرنس.كوم (الدوري الرئيسي) (الإنجليزية)
- بريان شو على موقعبيزبول رفرنس.كوم (الدوري الثانوي) (الإنجليزية)
- بريان شو على موقع إي إس بي إن.كوم (أم.أل.بي) (الإنجليزية)
- بريان شو على موقع مشجعي الرسوم البيانية (الإنجليزية)